# Caelostomus
Caelostomus is een geslacht van kevers uit de familie van de loopkevers (Carabidae). De wetenschappelijke naam van het geslacht is voor het eerst geldig gepubliceerd in 1825 door W.S. MacLeay.

## Soorten
Het geslacht Caelostomus omvat de volgende soorten:
- Caelostomus abruptus Jordan, 1894
- Caelostomus agilis Straneo, 1979
- Caelostomus albertisi Straneo, 1938
- Caelostomus alluaudi Jeannel, 1948
- Caelostomus amaroides (Boheman, 1848)
- Caelostomus ambiguus (Tschitscherine, 1900)
- Caelostomus ambreanus Jeannel, 1948
- Caelostomus anceps (Tschitscherine, 1903)
- Caelostomus andamanensis Straneo, 1938
- Caelostomus andrewesi Straneo, 1938
- Caelostomus anthracinus (Klug, 1833)
- Caelostomus assiniensis (Tschitscherine, 1899)
- Caelostomus basalis (Alluaud, 1897)
- Caelostomus basilewskyi Straneo, 1948
- Caelostomus birmanicus Straneo, 1938
- Caelostomus brevimarginatus Straneo, 1941
- Caelostomus burgeoni Straneo, 1941
- Caelostomus buruanus Straneo, 1939
- Caelostomus caprai Straneo, 1938
- Caelostomus castaneus Straneo, 1941
- Caelostomus castanopterus Straneo, 1942
- Caelostomus catalai Jeannel, 1948
- Caelostomus chujoi (Jedlicka, 1961)
- Caelostomus colasi Straneo, 1940
- Caelostomus congoensis (Tschitscherine, 1898)
- Caelostomus congruus (Tschitscherine, 1903)
- Caelostomus convexidorsis Straneo, 1938
- Caelostomus convexior Jordan, 1894
- Caelostomus convexiusculus (Tschitscherine, 1899)
- Caelostomus coomani Straneo, 1938
- Caelostomus cordicollis Straneo, 1938
- Caelostomus crenulipennis Straneo, 1938
- Caelostomus cribratellus Straneo, 1956
- Caelostomus cribratus Jeannel, 1948
- Caelostomus cribrifrons (Chaudoir, 1872)
- Caelostomus cribriventris Straneo, 1938
- Caelostomus debeauxi Straneo, 1938
- Caelostomus depressulus Straneo, 1951
- Caelostomus difficilis Straneo, 1955
- Caelostomus distinctus (Brancsik, 1892)
- Caelostomus drescheri Straneo, 1938
- Caelostomus ebeninus (Klug, 1832)
- Caelostomus elaphroides Straneo, 1949
- Caelostomus elegans Straneo, 1938
- Caelostomus elongatulus Straneo, 1938
- Caelostomus euglyptus (Bates, 1888)
- Caelostomus explanatus (Bates, 1888)
- Caelostomus feai Straneo, 1938
- Caelostomus gerardi Burgeon, 1935
- Caelostomus ghesquierei (Burgeon, 1935)
- Caelostomus globosus Jeannel, 1948
- Caelostomus globulipennis Straneo in Basilewsky & Straneo, 1950
- Caelostomus howa (Tschitscherine, 1898)
- Caelostomus humerosus (Tschitscherine, 1898)
- Caelostomus humilis (Tschitscherine, 1903)
- Caelostomus immarginatus Straneo, 1938
- Caelostomus inermis Bates, 1892
- Caelostomus intermedius (Chaudoir, 1878)
- Caelostomus iridescens Andrewes, 1929
- Caelostomus isakae Jeannel, 1948
- Caelostomus julianae Straneo, 1950
- Caelostomus kaboboensis Straneo, 1960
- Caelostomus kaszabi (Jedlicka, 1954)
- Caelostomus kivuanus Straneo, 1955
- Caelostomus klugii (Fairmaire, 1868)
- Caelostomus laevisulcis Straneo, 1956
- Caelostomus latemarginatus Straneo, 1938
- Caelostomus latithorax Straneo, 1938
- Caelostomus leleupi Straneo, 1955
- Caelostomus longicornis Straneo, 1960
- Caelostomus longinquus Straneo, 1938
- Caelostomus longissimus Straneo, 1951
- Caelostomus longisulcatus Straneo, 1953
- Caelostomus longulus Bates, 1889
- Caelostomus loriai Straneo, 1938
- Caelostomus louwerensi Straneo, 1938
- Caelostomus malayanus Straneo, 1938
- Caelostomus malvernensis Straneo, 1942
- Caelostomus mariae Straneo, 1938
- Caelostomus masisianus Straneo, 1955
- Caelostomus minimus Straneo, 1941
- Caelostomus minor Jordan, 1894
- Caelostomus minusculus Straneo, 1940
- Caelostomus minutissimus Jeannel, 1948
- Caelostomus miser Straneo, 1942
- Caelostomus modiglianii Straneo, 1938
- Caelostomus monardi Straneo, 1951
- Caelostomus montanus Andrewes, 1931
- Caelostomus natalensis (Peringuey, 1896)
- Caelostomus nigerrimus Straneo, 1938
- Caelostomus nitidus Straneo, 1938
- Caelostomus novaebritanniae (Fairmaire, 1883)
- Caelostomus novaeguineae Straneo, 1938
- Caelostomus nyassae Straneo, 1941
- Caelostomus oberthueri Straneo, 1938
- Caelostomus oblongus Straneo, 1940
- Caelostomus obscuripes Straneo, 1938
- Caelostomus obtusus Straneo, 1938
- Caelostomus ovalipennis Straneo, 1938
- Caelostomus parallelicollis Straneo, 1941
- Caelostomus parallelipennis Straneo, 1938
- Caelostomus parallelopipedus Straneo, 1938
- Caelostomus parvulus Tschitscherine, 1899
- Caelostomus pavidus (Laferte-Senectere, 1853)
- Caelostomus peninsularis Straneo, 1938
- Caelostomus perakianus Straneo, 1938
- Caelostomus perrieri Jeannel, 1948
- Caelostomus philippinicus Straneo, 1938
- Caelostomus picipes (W.S.Macleay, 1825)
- Caelostomus planoculatus Jeannel, 1948
- Caelostomus planulus Straneo, 1942
- Caelostomus procerulus (Tschitscherine, 1900)
- Caelostomus profundestriatus Straneo, 1941
- Caelostomus propinquus Straneo, 1938
- Caelostomus proximoides Straneo, 1955
- Caelostomus proximus Straneo, 1955
- Caelostomus pseudocongoensis Straneo, 1939
- Caelostomus pseudoparvus Straneo, 1942
- Caelostomus pumilio (Tschitscherine, 1903)
- Caelostomus punctatissimus Straneo, 1938
- Caelostomus punctifrons (Chaudoir, 1850)
- Caelostomus punctisternus Straneo, 1938
- Caelostomus punctulatus (Tschitscherine, 1899)
- Caelostomus pusillus Straneo, 1938
- Caelostomus quadricollis (Chaudoir, 1878)
- Caelostomus rectangulus (Chaudoir, 1872)
- Caelostomus rectibasis Straneo, 1973
- Caelostomus rotundicollis Straneo, 1948
- Caelostomus ruber Andrewes, 1922
- Caelostomus rubripes Straneo, 1955
- Caelostomus sarawakianus Straneo, 1938
- Caelostomus sculptilis (Tschitscherine, 1901)
- Caelostomus sculptipennis (Motschulsky, 1859)
- Caelostomus semenowi (Tschitscherine, 1898)
- Caelostomus siamensis Straneo, 1938
- Caelostomus similis Jordan, 1894
- Caelostomus simulator Straneo, 1955
- Caelostomus singaporensis Straneo, 1938
- Caelostomus spurius (Peringuey, 1926)
- Caelostomus stevensoni Straneo, 1941
- Caelostomus straneoi Darlington, 1962
- Caelostomus striatocollis (Dejean, 1831)
- Caelostomus stricticollis Straneo, 1938
- Caelostomus subconvexus Straneo, 1995
- Caelostomus subiridescens Straneo, 1938
- Caelostomus subovatus Straneo, 1938
- Caelostomus subparallelicollis Straneo, 1948
- Caelostomus subparallelus Straneo, 1941
- Caelostomus subquadricollis Straneo, 1942
- Caelostomus subsinuatus (Chaudoir In Oberthur, 1883)
- Caelostomus substriatus Straneo, 1940
- Caelostomus sulcatissimus Straneo, 1938
- Caelostomus sumatrensis Andrewes, 1929
- Caelostomus thoracicus Straneo, 1942
- Caelostomus tschitscherini (Burgeon, 1935)
- Caelostomus uelensis Burgeon, 1935
- Caelostomus validiusculus (Tschitscherine, 1899)
- Caelostomus validulus (Tschitscherine, 1903)
- Caelostomus variabilis Straneo, 1955
- Caelostomus villiersi Straneo, 1967
- Caelostomus zanzibaricus (Chaudoir, 1878)